# Germansen River
Germansen River är ett vattendrag i Kanada.   Det ligger i Regional District of Bulkley-Nechako och provinsen British Columbia, i den centrala delen av landet, 3 600 km väster om huvudstaden Ottawa.
I omgivningarna runt Germansen River växer i huvudsak barrskog. Trakten runt Germansen River är nära nog obefolkad, med mindre än två invånare per kvadratkilometer.